# Development Business

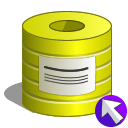
Dibujo que representa una base de datos. Development Business es una base de datos de aprovisionamiento.

Development Business, conocida también como UNDB o DB, es una base de datos en línea a cargo del Departamento de Naciones Unidas de Información Pública. Es la fuente oficial de información de aprovisionamiento de los organismos multilaterales de desarrollo y contiene anuncios de licitaciones en curso, adjudicaciones de contratos y resúmenes operacionales de todos los grandes bancos internacionales de desarrollo, del Sistema de Naciones Unidas y de algunos gobiernos nacionales.

## Origen y evolución
El Departamento de Información Pública de las Naciones Unidas lanzó Development Business en 1978 con el apoyo del Banco Mundial, el Banco Africano de Desarrollo, el Banco Asiático de Desarrollo, el Banco de Desarrollo del Caribe y el Banco Interamericano de Desarrollo. Development Business fue inicialmente una parte de la publicación padre Development Forum, una plataforma para que gobiernos y otras entidades expresaran ideas sobre retos de la economía internacional.
Basándose en un acuerdo de 1981 entre las Naciones Unidas y el Banco Mundial, Development Business se convirtió en la fuente oficial para los avisos de aprovisionamiento del Banco Mundial, adjudicaciones de contratos y aprobaciones de proyectos. En 1998 se renegoció este acuerdo, incluyendo una asociación (joint-venture) para crear una versión electrónica de la publicación en Internet. Hoy Development Business es el boletín de contratación básico para todos los grandes bancos internacionales de desarrollo, para el Sistema de Naciones Unidas y para varios gobiernos nacionales, muchos de los cuales se han obligado legalmente a publicar en DB sus ofertas y contratos.

## Socios
La información de aprovisionamiento que publica Development Business la recibe de gobiernos, del sistema de la ONU y de bancos de desarrollo. Han sido socios por mucho tiempo:
- Banco Mundial
- División de Aprovisionamiento de las Naciones Unidas
- Programa de las Naciones Unidas para el Desarrollo (PNUD)
- AusAID (organismo australiano para la cooperación al desarrollo)
- Banco Asiático de Desarrollo
- Banco de Desarrollo del Caribe
- Banco Europeo para la Reconstrucción y el Desarrollo
- Banco Interamericano de Desarrollo
- Corporación Financiera Internacional
- Fondo Internacional de Desarrollo Agrícola
- Banco Islámico de Desarrollo
- Millennium Challenge Corporation (organismo norteamericano para la cooperación al desarrollo)
- Banco de Desarrollo de América del Norte
- Banco de Desarrollo del África Occidental

## Servicios
Development Business se basa en suscriptores que pagan determinadas tarifas por acceder a la información. Las opciones de suscripción se componen de combinaciones de servicios, que incluyen acceso en línea ilimitado a proyectos y licitaciones, una versión impresa, y los resúmenes operacionales mensuales publicados por bancos de desarrollo. Sin embargo una parte de la información es gratuita. El acceso en línea incluye una base de datos de:
- Avisos de licitaciones
- Adjudicaciones de contratos
- Resúmenes operacionales de bancos de desarrollo

## Alcance
Development Business distribuye su publicación impresa a los países miembros de la ONU, especialmente a sus socios en países en desarrollo y países menos desarrollados, donde se está llevando a cabo la mayoría de proyectos. Con el fin de hacer accesible su información sobre licitaciones y oportunidades empresariales para un gran conjunto de suministradores cualificados, DB se ha asociado con el Programa de las Naciones Unidas para el Desarrollo, centros de información de la ONU, países miembros de la ONU y sus misiones respectivas, y varias cámaras de comercio.